# Pîtres
Pîtres è un comune francese di 2 292 abitanti situato nel dipartimento dell'Eure nella regione della Normandia.

## Società

### Evoluzione demografica
Abitanti censiti